# Conus consanguineus
Conus consanguineus é uma espécie de gastrópode do gênero Conus, pertencente à família Conidae.